# 325. Infanterie-Division
La 325. Infanterie-Division o Infanterie-Division Jutland fu una divisione di fanteria dell'esercito tedesco che combatté nella seconda guerra mondiale. Fu attiva per pochi mesi, dal gennaio al maggio 1945, nel settore del nord della Germania e della Danimarca.

## Storia
La divisione fu costituita il 4 luglio 1944 in Danimarca vicino a Esbjerg. Il 9 marzo 1945, la divisione di fanteria "Jutland" fu riorganizzata dalle unità convalescenti in Danimarca, poco dopo la divisione prese il nome di 325. Infanterie-Division e le unità erano ancora in fase di formazione. La divisione fu formata il 9 marzo 1945 da formazioni di veterani feriti in recupero, vicino ad Aalborg, nella Danimarca occupata. La divisione non completò mai lo schieramento, poiché la Germania si arrese l'8 maggio 1945. Tuttavia, alcune parti della divisione combatterono lungo il fiume Weser.

## Ordine di battaglia
- Grenadier-Regiment 590
- Grenadier-Regiment 591
- Grenadier-Regiment 592
- Artillerie-Regiment 325
- Panzerjäger-Kompanie 325
- Nachrichten-Kompanie 325[2]

## Comandanti
- Generalleutnant Schaumberg (marzo 1945 - maggio 1945)[2]